# زیردریایی آی-۲۰۲
زیردریایی آی-۲۰۲ (به انگلیسی: Japanese submarine I-202) یک زیردریایی بود که طول آن ۷۹ متر (۲۵۹ فوت) و  ارتفاع آن ۷ متر (۲۳ فوت) بود. این زیردریایی  در سال ۱۹۴۴ ساخته شد.

## پس از جنگ
آی-۲۰۲ قرار بود به بریتانیا تحویل داده شود، اما اتحاد جماهیر شوروی نیز شدیداً علاقه مند به خرید آن بود . در نهایت این زیردریایی در تاریخ ۵ آوریل ۱۹۴۶ توسط نیروی دریایی ایالات متحده به منظور جلوگیری از وقوع مشکل احتمالی بین بریتانیا و شوروی، در نزدیکی جزایر گوتو غرق شد.